# ほんだし
ほんだしは、味の素株式会社が製造・販売する風味調味料である。

## 歴史
1962年11月、味の素社はグルタミン酸ナトリウム（MSG）にイノシン酸ナトリウムを配合した複合調味料「ハイ・ミー」を発売したが、1960年代後半に入ると競合他社の激しい追い上げを受けた。1967年頃、味の素社の鈴木恭二社長は「武田薬品工業が、鰹節の風味を加えた『いの一番』を発売するらしい」との情報を耳にした。鈴木は開発グループに対し、鰹節の香りの鍵となる成分を特定してハイ・ミーに添加するよう指示したが、商品化に至らず、1969年に研究が中止となった。
開発グループは方針転換し、鰹節自体を使用することを目指した。先行メーカーのシマヤは鰹節の粉末とMSG・糖・食塩を混合した粉末調味料「だしの素」を発売していたが、吸湿により固まりやすく、変色しやすい欠点があった。当時は食品の造粒技術は確立していなかったが、開発グループは顆粒にすることで差別化を試み、医薬部門のノウハウを活かして羽根式造粒法を確立した。2年間の開発期間と、約17,000人の主婦による味覚テストを経て、1970年11月より、鰹節の粉末をベースとして調味エキスとMSG、イノシン酸Na、グラニュー糖、精製塩などを原料とした「味の素KKのほんだし（かつお風味）」の発売を開始。当時の価格は瓶入り120円、詰替え用小袋は80円であった。1971年2月には「味の素KKのほんだし（とり風味）」を発売したが、売り上げが振るわず1974年1月に販売を終了している。
1981年には、液体タイプの「ほんだし 鰹まる」、1984年には西日本向けに「ほんだし いりこだし」、1994年には液体タイプの「ほんだし 煮物上手」を発売し、ラインナップを拡充した。2007年には川崎工場内に新製造棟を完成させ、川崎・東海の両工場の年間合計生産能力を33000トンから38000トンに拡充するとともに、従来2種類の鰹節を使用していたところを、焙乾工程に新技術を採用した鰹節を加え、3種類のブレンドとした。

## 広告とパッケージ
1973年から1985年まで、広告に女優の池内淳子を起用。「かつお風味のほんだし」「ほんだし女房」のキャッチコピーが使われた。1989年から1996年までは三田佳子が起用され、「お箸の国の人だもの。」のキャッチコピーが使用された。その後、祖母役の池内淳子と孫娘役の宮崎あおいが出演、2008年より男性俳優の小栗旬が起用されている。
パッケージには、1970年の発売当初より円形の中にカツオのイラストが描かれている。当初はカツオは左向きであったが、2007年のリニューアルで右向きに改められた。「ほんだし」のロゴは1983年に、横書きから縦書きの短冊状に改められた。1988年よりロゴの背景に赤い円があしらわれ、現行商品にも受け継がれている。2007年より、手の小さな女性の濡れた手でも扱いやすいよう、ボトルの形状に工夫が施された。これとあわせ、視覚障害者からの要望に応じ、キャップに点字で「ほんだし」の商品名が刻まれるようになった。

## ラインナップ
2015年11月現在、下記のラインナップが販売されており、このうち煮物上手と鰹まるは液体タイプの商品である。
- 「ほんだし」
- 「ほんだし いりこだし」
- 「ほんだし こんぶだし」
- 「ほんだし かつおとこんぶの合わせだし」
- 「毎日カルシウム ほんだし」
- 「お塩控えめのほんだし」
- 「ほんだし 煮物上手」
- 「ほんだし 鰹まる」

## 原材料
「ほんだし」の原材料は、食塩、砂糖、乳糖、風味原料（かつおぶし粉末、かつおエキス）、酵母エキス、小麦たん白発酵調味料、酵母エキス発酵調味料、うまみ調味料である。カツオは静岡県焼津港および鹿児島県枕崎港で水揚げされた天然物を鰹節に加工したものを使用している。
味の素社の、神奈川県川崎市の川崎工場および三重県四日市市の東海事業所で製造した中身を、大阪府高槻市の味の素パッケージング関西工場で容器に充填する体制が採られている。